# غربيت بالا
غربيت بالا (بالفارسية: غربیت بالا) هي قرية تقع في قسم باهوكلات الريفي (مقاطعة تشابهار) في إيران. يقدر عدد سكانها بـ 47 نسمة .